# Гастон Рагено
Гастон Рагено (фр. Adolphe Gaston Ragueneau) је бивши француски атлетичар чија је специјалност било трчање на дуге стазе и трчање са препрекама, олимпијски атлетски репрезентативац Француске. Два пута се такмичио на Летњим олимпијским играма: 1900. у Паризу и 1908. у Лондону.
На Играма 1900. Рагено је учествовао у две тркачке дисциплине. Прво је 15. јула завршио као четврти у трци 2.500 метара са препрекама, затим 22. јула, у екипној трци 5.000 метара. Завршио је као четврти, али је његова екипа у саставу Анри Делож, Гастон Рагено, Жак Шастаније, Албер Шампудри и Андре Кастане у укупном пласману освојила друго место и сви чланови екипе су добили сребрну медаљу.
Године 1906. учествовао је на Олимпијским међуиграма 1906. поводом прославе 10 година од одржавања првих модерних Олимпијских игара 1896.. Те игре и резултате посигнуте на њима МОК није признао.
На Играма 1908. у Лондону Рагено је учествовао у три дисциплине трчања: на 1.500 м, 5 миља и 3.200 м са препрекама, али ниједном није завршио квалификациону трку.
Гастон Рагено је 6 пута био првак Француске у кросу од 1901 до 1906. године. 7 пута је постављао француске националне рекорде:
10.000 м
- 34:25,0 (1899) и
- 32:36,0 (1905)

Трка на 1 сат:
- 17.190 км, (1899)
- 17.315 км, (1903)
- 17.800 км, (1904)
- 18.067 км, (1905)